# Catedral de la Venida del Espíritu Santo (Lugoj)
La Catedral de la Venida del Espíritu Santo o alternativamente Catedral Greco-católica de la Venida del Espíritu Santo (en rumano: Catedrala Greco-Catolică Coborârea Spiritului Sfânt) es el nombre que recibe un edificio religioso católico de rito rumano o bizantino que sirve a la eparquía de Lugoj (Eparchia Lugosiensis o Eparhia de Lugoj) que fue creada en 1853 con la bula "Apostolicum ministerium" del Papa Pío IX y se encuentyra en Lugoj, en el país europeo de Rumania.
El edificio fue construido entre 1843 a 1854 en estilo neoclásico por el arquitecto L. Oettinger. La catedral fue ocupada por la fuerza por miembros de la Iglesia ortodoxa rumana durante el período comunista 1948-1990 y regresó a manos católicas el 21 de enero de 1990 por decisión del metropolitano ortodoxo Nicolae Corneanu, siendo la primera catedral grecocatólica devuelta a sus dueños originales en el país.